# Episodi di Soko 5113 (quarantaseiesima stagione)
La quarantasesima e ultima stagione della serie televisiva Soko 5113 è stata trasmessa in anteprima in Germania dalla ZDF dal 21 settembre al 29 dicembre 2020.
| nº | Titolo originale   | Titolo italiano | Prima TV Germania | Prima TV Italia |
| -- | ------------------ | --------------- | ----------------- | --------------- |
| 1  | Auf der Hut        |                 | 21 settembre 2020 |                 |
| 2  | Die Hebamme        |                 | 28 settembre 2020 |                 |
| 3  | Pranks             |                 | 5 ottobre 2020    |                 |
| 4  | Von Luft und Liebe |                 | 12 ottobre 2020   |                 |
| 5  | Auf der Walz       |                 | 19 ottobre 2020   |                 |
| 6  | Endstation         |                 | 26 ottobre 2020   |                 |
| 7  | Nackte Wahrheit    |                 | 2 novembre 2020   |                 |
| 8  | Taxi, Taxi         |                 | 9 novembre 2020   |                 |
| 9  | Mordsbaum          |                 | 16 novembre 2020  |                 |
| 10 | Tod am Bauzaun     |                 | 23 novembre 2020  |                 |
| 11 | Das dritte Auge    |                 | 30 novembre 2020  |                 |
| 12 | Tod eines Autors   |                 | 7 dicembre 2020   |                 |
| 13 | Cuba Liebe         |                 | 14 dicembre 2020  |                 |
| 14 | Notruf             |                 | 21 dicembre 2020  |                 |
| 15 | Countdown          |                 | 29 dicembre 2020  |                 |